# Neoepitola barombiensis
Neoepitola barombiensis är en fjärilsart som beskrevs av Kirby 1890. Neoepitola barombiensis ingår i släktet Neoepitola och familjen juvelvingar. IUCN kategoriserar arten globalt som livskraftig. Inga underarter finns listade i Catalogue of Life.